# Cadurca
Cadurca este un gen de molii din familia Lymantriinae.